# Young Fathers
I Young Fathers sono un gruppo musicale alternative rap britannico, originario di Edimburgo (Scozia) e attivo dal 2008.
Hanno vinto il Mercury Prize nel 2014 con l'album Dead.

## Storia del gruppo
Creato a Edimburgo nel 2008 da Alloysious Massaquoi, Kayus Bankole e Graham 'G' Hastings, il gruppo iniziò ad esibirsi in locali notturni quando i membri della band erano tutti adolescenti.
Nel 2012, hanno firmato con Anticon, con sede a Los Angeles, e hanno pubblicato i loro mixtape introduttivi, Tape One e Tape Two, con Tape Two che ha vinto il premio Scottish Album of the Year ("The SAY Award").
Il trio ha poi firmato con Big Dada e pubblicato il loro album di debutto, Dead, che è stato pubblicato nel 2014. L'album ha ricevuto molta attenzione critica e ha vinto il prestigioso Premio Mercury. Dead è entrato nella classifica degli album del Regno Unito alla 35ª posizione e in cima alla classifica degli album indipendenti del Regno Unito.
Dopo un lungo tour mondiale, la band si è trasferita a Berlino per iniziare a lavorare al loro secondo album, White Men Are Black Men Too, che è stato commercializzato nell'aprile 2015.
Nel 2016, la band è stata invitata a supportare Massive Attack nel loro tour nel Regno Unito ed in Europa dopo aver lavorato insieme sul singolo "Voodoo in My Blood" di Massive Attack, tratto dal loro EP Ritual Spirit, uscito a gennaio 2016.
Nel giugno 2017 i Young Fathers hanno suonato nella Royal Festival Hall presso il Southbank Centre nell'ambito del Meltdown Festival di M.I.A.
Sei tracce della colonna sonora di T2 Trainspotting includono Young Fathers, tra cui "Only God Knows", scritto appositamente per il film. In una dichiarazione il regista Danny Boyle ha descritto la canzone come "il battito del cuore del film".
Il terzo album in studio dei Young Fathers, Cocoa Sugar, è stato annunciato con il singolo "In My View" il 17 gennaio 2018. L'album è stato pubblicato sull'etichetta indipendente britannica Ninja Tune il 9 marzo 2018. L'album è entrato nella classifica degli album del Regno Unito al numero 28, rendendolo l'album più ricco di grafici della band.
A causa del loro sostegno al movimento BDS, la band fu esclusa dalla line-up della Ruhrtriennale del 2018.
La band è stata inserita nella colonna sonora di FIFA 19.

## Formazione
- Alloysious Massaquoi
- Kayus Bankole
- "G" Hasting

## Discografia
Album studio
- 2014 - Dead
- 2015 - White Men Are Black Men Too
- 2018 - Cocoa Sugar
- 2023 - Heavy Heavy

EP
- 2011 - Tape One
- 2013 - Tape Two